# Miasta Martyniki
Według danych oficjalnych pochodzących z 2010 roku Martynika (francuskie terytorium zamorskie) posiadała ponad 30 miast o ludności przekraczającej 600 mieszkańców. Stolica kraju Fort-de-France jako jedyne miasto liczyło ponad 50 tys. mieszkańców; 1 miasto z ludnością 25–50 tys. oraz reszta miejscowości poniżej 25 tys. mieszkańców.

## Największe miasta na Martynice
Największe miasta na Martynice według liczebności mieszkańców (stan na 01.01.2010):
| Lp. | Miasto         | Okręg          | Liczba ludności |
| --- | -------------- | -------------- | --------------- |
| 1.  | Fort-de-France | Fort-de-France | 87 216          |
| 2.  | Le Lamentin    | Fort-de-France | 39 360          |
| 3.  | Le Robert      | La Trinité     | 23 918          |
| 4.  | Schœlcher      | Fort-de-France | 20 814          |
| 5.  | Le François    | Marin          | 19 218          |
| 6.  | Sainte-Marie   | La Trinité     | 18 389          |
| 7.  | Ducos          | Marin          | 16 896          |
| 8.  | Saint-Joseph   | Fort-de-France | 16 717          |
| 9.  | La Trinité     | La Trinité     | 13 724          |
| 10. | Rivière-Pilote | Marin          | 13 221          |

## Największe aglomeracje na Martynice
Największe aglomeracje na Martynice według liczebności mieszkańców (stan na 01.01.2010):
| Lp. | Miasto         | Okręg          | Liczba ludności |
| --- | -------------- | -------------- | --------------- |
| 1.  | Le Robert      | Pointe-à-Pitre | 138 472         |
| 2.  | Fort-de-France | Basse-Terre    | 129 216         |
| 3.  | Le Lamentin    | Basse-Terre    | 39 360          |

## Alfabetyczna lista miast na Martynice
Spis miast Martyniki powyżej 600 mieszkańców według danych szacunkowych z 2010 roku:
- Basse-Pointe
- Bellefontaine
- Case-Pilote
- Ducos
- Fonds-Saint-Denis
- Fort-de-France
- Grand’Rivière
- Gros-Morne
- L’Ajoupa-Bouillon
- La Trinité
- Le Carbet
- Le Diamant
- Le François
- Le Lamentin
- Le Lorrain
- Le Marigot
- Le Marin
- Le Morne-Rouge
- Le Morne-Vert
- Le Prêcheur
- Le Robert
- Le Vauclin
- Les Anses-d’Arlet
- Les Trois-Îlets
- Macouba
- Rivière-Pilote
- Rivière-Salée
- Saint-Esprit
- Saint-Joseph
- Saint-Pierre
- Sainte-Anne
- Sainte-Luce
- Sainte-Marie
- Schœlcher